# 212
Het jaar 212 is het 12e jaar in de 3e eeuw volgens de christelijke jaartelling.

## Gebeurtenissen

### Romeinse Rijk
- 11 juli - Keizer Caracalla voert politieke hervormingen door, hij breidt het staatsburgerschap uit met een edict: Constitutio Antoniniana. Alle vrije burgers in het Romeinse Rijk krijgen het Romeins burgerrecht. Hierdoor verhoogt Caracalla de jaarlijkse belasting, om grootse bouwprojecten zoals de Thermen van Caracalla te kunnen financieren.
- In Rome weigert Aemilius Papinianus, praefectus praetorio, tegenover de Senaat de moord op Publius Septimius Geta te verdedigen. Hij wordt in het openbaar onthoofd in het bijzijn van Caracalla.

## Overleden
- Aemilius Papinianus (62), Romeins jurist en praefectus praetorio